# (27960) Dobiáš
(27960) Dobiáš, désignation internationale (27960) Dobias, est un astéroïde de la ceinture principale.

## Description
(27960) Dobias est un astéroïde de la ceinture principale. Il fut découvert le 21 septembre 1997 à l'Observatoire d'Ondřejov par Lenka Šarounová. Il présente une orbite caractérisée par un demi-grand axe de 2,69 UA, une excentricité de 0,17 et une inclinaison de 12,2° par rapport à l'écliptique.
Cet astéroïde est nommé en hommage au compositeur tchécoslovaque Václav Dobiáš.

## Compléments